# 南艾蒿
南艾蒿（学名：Artemisia verlotiorum）为菊科蒿属的植物。分布于尼泊尔、朝鲜、柬埔寨、印度尼西亚、亚热带、温带、老挝、欧洲、小亚细亚、印度、热带、台湾、马来西亚、斯里兰卡、日本、泰国、越南、非洲以及中国大陆的河南、广西、辽宁、广东、云南、陕西、福建、浙江、湖南、湖北、安徽、黑龙江、甘肃、内蒙古、江苏、江西、贵州、山东、山西、四川、吉林、河北等地，多年生草本，植株有香气。主根稍明显，侧根多；根状茎短，常具匍匐茎，并有营养枝。茎单生或少数，高50—100厘米。生长于海拔1,000米的地区，多生长在路旁、低海拔至中海拔地区的山坡以及田边等地，目前尚未由人工引种栽培。

## 别名
白蒿、大青蒿、苦蒿、紫蒿（四川），红陈艾（广西），刘寄奴（贵州）